# Malolos

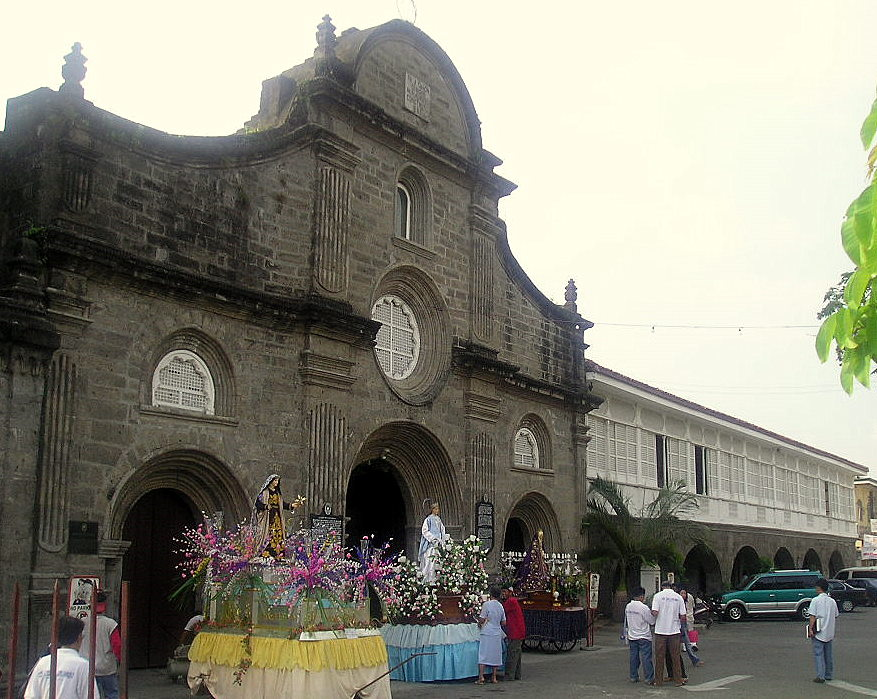
Barasoain-kyrkan i Malolos.

Malolos (officiellt City of Malolos) är en stad i Filippinerna och administrativ huvudort för provinsen Bulacan i regionen Centrala Luzon. Den har 175 291 invånare (folkräkning 1 maj 2000).
Staden är indelad i 51 smådistrikt, barangayer, varav samtliga är klassificerade som tätortsdistrikt.